# Jackson Ngiraingas
Jackson Ngiraingas, né en 1949, est homme politique paluan originaire de l’État de Peleliu. Il fut notamment gouverneur de Peleliu puis ministre des Infrastructures publiques des Palaos.

## Biographie

### Jeunesse
Jackson Ngiraingas est né en 1949 dans l’État de Peleliu aux Palaos.

### Carrière politique
Ngiraingas remporte les élections de décembre 1994 et occupe le poste de gouverneur de Peleliu à partir de 1995. Il conserva ce poste jusqu'en 2000, année durant laquelle il perdit les élections face à Timarong Sisior.
Il se présente de nouveau lors des élections de décembre 2003, qu'il remporte. En mars 2006, il fait l'objet d'une tentative d'empêchement par la Législature de Peleliu, qui l'accuse de trahison, d'utilisation illégale des finances de l’État de Peleliu et considère inacceptable les accusations portées par celui-ci prétendument au nom des habitants de Peleliu envers le gouvernement des Palaos. Il accuse le président paluan Tommy Remengesau et Temmy Shmull d'être à l'origine de cet empêchement. Lors d'un vote de la Législature le 8 avril 2006, et après avoir répondu à la résolution demandant son empêchement le 1er avril, il est démis de ses fonctions. Il fait alors l'objet de poursuite par le procureur spécial Everett Walton pour corruption, étant soupçonné d'avoir reçu des parts dans l'entreprise UK Investment Holdings afin de promouvoir le « Nautilus City project ». Il demande, de son côté, l'annulation de l'empêchement par la Cour suprême. Le 17 avril, la Cour suprême annule l'empêchement de Ngiraingas le temps de la procédure. Finalement, le 22 mai 2006, la Cour donne tort à la Législature.
Il est réélu en décembre 2006 mais démissionne toutefois le 10 février 2009 pour devenir ministre des Infrastructures publiques des Palaos sous la présidence de Johnson Toribiong,.
Il décide de se représenter au poste de gouverneur de Peleliu aux élections de 2015 mais perd face au gouverneur alors en fonction, Temmy Shmull.

## Sources